# Distretto di Na Yia
Il distretto di Na Yia (in thailandese: นาเยีย) è un distretto (amphoe) della Thailandia, situato nella provincia di Ubon Ratchathani.